# Richard Oppelaar
Richard Oppelaar (Jos (Nigeria), 1962) is een Nederlandse officier der mariniers en sinds november 2019 commandant van de Nederlandse Defensie Academie.

## Loopbaan
Na afronding van de praktische opleiding tot officier der mariniers in april 1982, vervolgde hij als adelborst de officiersopleiding op het Koninklijke Instituut voor de Marine en werd in 1984 beëdigd. Na het afronden van studie internationale veiligheidsvraagstukken aan het KIM, heeft hij zich vervolgens in het Verenigd Koninkrijk gespecialiseerd als verbindingsofficier. In 1997 vervulde hij als 1e luitenant de functies van verbindingsofficier en pelotonscommandant van het verbindingspeloton van de 2e Amfibische Gevechtsgroep. Van 1988 tot 1990 werkte hij als projectofficier voor communicatiesystemen, crypto en NBC-materieel bij de afdeling Wapen- en Communicatiesystemen van de Directie Materieel KM.
Van 1990 tot eind 1991 werd hij verbindingsofficier en pelotonscommandant bij het 1e mariniers-bataljon (1-MARNSBAT) op de Van Braam Houckgeestkazerne te Doorn. In deze periode werd kapitein Oppelaar met het bataljon in Noord-Irak ingezet voor humanitaire hulpverlening UNIKOM aan de Koerden.
Daarna werd hij verbindingsofficier van de Groep Operationele Eenheden Mariniers (GOEM). Aansluitend werd hij met 3-MARNSBAT in het kader van de United Nations Transitional Authority Cambodja (UNTAC) uitgezonden. Na het volgen van de Midden Management¬opleiding werd hij bevorderd tot majoor en in de periode 1994-1997 geplaatst als hoofd bureau verbindingen bij het hoofdkwartier van het Korps mariniers te Rotterdam. In deze functie was hij verantwoordelijk voor een nieuw C4I-concept Korps mariniers, diverse materiële behoeftestellingen en opleidings- en plaatsing¬planningen voor verbindings-personeel. In deze periode rondde hij zijn doctoraal studie Nederlands recht aan de Erasmus Universiteit af.
In 1997 werd majoor Oppelaar compagniescommandant van de 13e infanteriecompagnie van 1-MARNSBAT. In deze periode werd hij met zijn eenheid in het kader van de Strategic Reserve Force van de NAVO kortstondig in Bosnië ingezet (SFOR). In de periode 1998-1999 werd hij compagnies¬commandant van de 14e ondersteuningscompagnie. Daarna volgde hij de Hogere Krijgskundige en algemene Vorming (HKV) aan het Instituut Defensie Leergangen en de Leergang Buitenlandse Betrekkingen aan het Instituut Clingendael.
In 2000 werd hij geplaatst bij de afdeling operationele behoeftestelling van de Marinestaf. Hier was hij belast met diverse behoeftestellingen en projecten, zoals materieel voor de UNMEE-missie, bedrijfsvoerings¬plannen voor commandofaciliteiten a/b LPD-2, MRAT/SRAT, Less Lethal Weapons en het Soldier Modernisation Program.
In juli 2003 werd hij onder gelijktijdige bevordering tot luitenant-kolonel commandant van 2-MARNSBAT. Met zijn eenheid werd hij als tweede bataljons¬rotatie (SFIR2) uitgezonden naar Zuid-Irak. Deze inzet bleek divers: van CIMIC-projecten, via reguliere patrouillegang, informatieoperaties alsmede opbouw van nieuwe Irakese veiligheids¬structuren, het ondersteunen van het civiel bestuur op bestuurlijk en economisch gebied tot het uitvoeren van gerichte acties. Vervolgens werd zijn bataljon gereed gesteld voor uitzending in het kader van de Strategic Reserve Force (SRF) van de NAVO. Overste Oppelaar werd in de 2e helft van 2005 met zijn samengestelde SRF-bataljon voor verkiezings¬ondersteuning uitgezonden naar Noord-Afghanistan (ISAF). Een unieke missie met bergpatrouilles te paard, samenwerking met veel Afghaanse en internationale (hulp)organisaties alsmede verplaatsing van de volledige bataljonsgroep door de lucht. Een deel van het SRF-bataljon heeft aansluitend humanitaire noodhulp verleend in Pakistan.
Na bevordering tot kolonel werd hij in april 2006 projectleider implementatie Marinestudie bij de Directie Planning & Control van het CZSK in Den Helder. Hier was hij belast met diverse transitie- en reorganisatie¬trajecten. In 2007 ontving hij een Koninklijke onderscheiding. Van 2007 tot medio 2010 werd hij aangesteld als hoofd bestuurs¬ondersteuning van CZSK. In deze functie was hij verantwoordelijk voor het opstellen van de Maritieme Visie 2030, de maritieme staffing van en bijdragen aan de Verkenningen en besturings¬vraagstukken.
In het najaar van 2009 volgde hij de Leergang Topmanagement Defensie aan het Instituut Clingendael. Vanaf medio 2010 tot 2012 was Oppelaar werkzaam bij de Defensiestaf als hoofd afdeling materiële gereedheid, milieu en infrastructuur. In deze functie was hij vooral belast met het defensiebrede MATEX-vraagstuk.
Na bevordering tot brigadegeneraal nam hij eind maart 2012 van brigade-generaal Rob Verkerk de functies van Directeur Operaties CZSK en Commandant van het Korps Mariniers over. Generaal Oppelaar vervulde deze functie tot 18 maart 2016. In april 2016 werd Oppelaar Directeur Operaties van de Defensiestaf en werd benoemd tot generaal-majoor der mariniers.
Op 21 november 2019 volgde Oppelaar generaal-majoor Nico Geerts op als commandant van de Nederlandse Defensie Academie.

## Decoraties
Ridder in de Orde van Oranje-Nassau met de Zwaarden

 Herinneringsmedaille VN-Vredesoperaties (UNTAC)

 Herinneringsmedaille Multinationale Vredesoperaties (UNIKOM)

 Herinneringsmedaille Vredesoperaties

 Onderscheidingsteken voor Langdurige Dienst als officier

 Inhuldigingsmedaille 2013

 Marinemedaille

 Kruis voor betoonde marsvaardigheid met kroon

 Vaardigheidsmedaille van de Nederlandse Sport Federatie (NSF) met cijfer 2

 TMPT Kruis (KNVRO)

 VN-Medaille (UNTAC)

 NATO Non-Article 5 medaille
Verder is Oppelaar gerechtigd tot het dragen van:

 Onderscheidingsteken Hogere Krijgskundige & Algemene Vorming (HKV) ('Gouden zon‘)

 Parachutistenbrevet A (brevet operationeel parachutist, traditionele parachute, automatische opening)

 Vaardigheidsembleem Koudweertraining